# Utsträckning
För vägmärket, se Svenska tilläggstavlor (avsnitt utsträckning).
Utsträckning är inom metafysik ett begrepp för egenskapen "att ta upp utrymme" (latin: extensio). 
Historien om att tänka på förlängning kan spåras tillbaka åtminstone till Archytas spjutanalogi för rymdens oändlighet. Hur långt kan ens hand eller spjut sträcka ut tills det når verklighetens kant? "Om jag kom till den yttersta kanten av himlen, kunde jag sträcka ut min hand eller stav in i det som är utanför eller inte? Det skulle vara paradoxalt [med tanke på våra normala antaganden om rymdens natur] att inte kunna utöka det."

## Historik

### Descartes
René Descartes definierade utsträckning som egenskapen att existera i mer än en dimension, en egenskap som senare följdes upp i Grassmanns n-dimensionella algebra. Enligt Descartes är utsträckning materiens främsta kännetecken (res extensa), på samma sätt som medvetande är sinnets (res cogitans).

### Newton
Efter att ha förkastat den kartesiska identifieringen av kropp med utsträckning, vänder sig Newton till frågan om vilken natur det "orörliga väsendet" - utrymmet eller utsträckningen i sig, särskiljt från kroppen - var. Han tar upp tre möjliga definitioner för utsträckning: som ett slags substans eller som ett slags olycka (en standard filosofisk term för attribut: allt som kan baseras på substans) eller "helt enkelt ingenting" (en referens till atomism), vilket han förnekar. Istället föreslår han att utsträckningen "har ett visst eget existenssätt, som varken överensstämmer med substanser eller olyckor." Efter att ha kämpat med denna fråga ger Newton kanske en av de tydligaste definitionerna av utsträckning:
Om vi säger med Descartes att utsträckning är kropp, erbjuder vi inte uppenbart en väg till ateism, både för att utsträckning inte är en varelse utan har funnits för evigt, och för att vi har en absolut föreställning om det utan någon relation till Gud, och därför kan man uppfatta den som existerande samtidigt som man låtsas att Gud inte finns?
Detta får Stein att dra slutsatsen att Newtons uppfattning om rymden, existensen av rymden, eller utsträckningen, följer av vad som helst, men utsträckning kräver inte ett ämne i vilket det "innestår", som en egenskap och det kan uppfattas som existerande utan att förutsätta någon speciell sak, inklusive Gud. Å andra sidan är det en "tillgivenhet för varje varelse".

### Locke
John Locke definierade i An Essay Concerning Human Understanding, utsträckning som "endast utrymmet som ligger mellan ytterligheterna av dessa solida sammanhängande delar" av en kropp. Det är det utrymme som en kropp besitter. Locke hänvisar till utsträckningen i samband med soliditet och ogenomtränglighet, materiens andra primära egenskaper.

### Spinoza
Utvidgning spelar också en viktig roll i Baruch Spinozas filosofi, som säger att substans (det som har utsträckning) endast kan begränsas av substansen av samma slag, det vill säga materia kan inte begränsas av idéer och vice versa. Från denna princip bestämmer han att substansen är oändlig. Denna oändliga substans är vad Spinoza kallar Gud, eller ännu hellre, naturen, och den äger både obegränsad utsträckning och obegränsat medvetande.

## Oändlig delbarhet
Oändlig delbarhet hänvisar till idén att utsträckning, eller kvantitet, när den delas och delas vidare oändligt, inte kan nå nollkvantiteten. Det kan delas in i mycket liten eller försumbar kvantitet men inte noll eller ingen kvantitet alls. Med hjälp av ett matematiskt tillvägagångssätt, särskilt geometriska modeller, diskuterade Gottfried Leibniz och Descartes den oändliga delbarheten av förlängning. Den faktiska delbarheten kan vara begränsad på grund av att skärinstrument inte är tillgängliga, men dess möjlighet att fördelas i mindre bitar är oändlig. 

## Konpenetration
Kompenetration avser två eller flera utsträckningar som upptar samma utrymme samtidigt. Detta är, enligt skolastiska filosofer, omöjligt. Enligt denna uppfattning kan endast andar eller andlig materia ockupera en plats som redan är ockuperad av en entitet (materia eller ande).

## Utvidgad sinnesavhandling
I nyare arbete publicerade filosoferna David Chalmers och Andy Clark 1998 "The Extended Mind". Detta har öppnat en bred kanal av ny forskning i samband med epistemologi, sinnesfilosofi, kognitiv och neurovetenskap, dynamiskt systemtänkande, vetenskap, teknologi och innovationsstudier.